# Marco Montelatici
Marco Montelatici (Italia, 25 de agosto de 1953) es un atleta italiano retirado especializado en la prueba de lanzamiento de peso, en la que consiguió ser medallista de bronce europeo en pista cubierta en 1986.

## Carrera deportiva
En el Campeonato Europeo de Atletismo en Pista Cubierta de 1986 ganó la medalla de bronce en el lanzamiento de peso, con una marca de 20.11 metros, tras el suizo Werner Günthör  (oro con 21.51 metros) y el soviético Sergey Smirnov  (plata con 20.36 metros).